# Dhule
Dhule (em marata: धुळे) é a cidade no estado de Maharashtra.
A cidade tem 341 473 de habitantes.